# Grand Prix Formule 1 van Monaco 1965
De Grand Prix Formule 1 van Monaco 1965 werd gehouden op 30 mei in Monte Carlo op het circuit van Monaco. Het was de tweede race van het seizoen.

## Uitslag
| Pos. | Nr. | Coureur         | Constructeur   | Rondes | Tijd / Oorzaak uitval | Grid | Punten |
| ---- | --- | --------------- | -------------- | ------ | --------------------- | ---- | ------ |
| 1    | 3   | Graham Hill     | BRM            | 100    | 2:37:39.6             | 1    | 9      |
| 2    | 17  | Lorenzo Bandini | Ferrari        | 100    | +1:04.0               | 4    | 6      |
| 3    | 4   | Jackie Stewart  | BRM            | 100    | +1:41.9               | 3    | 4      |
| 4    | 18  | John Surtees    | Ferrari        | 99     | Geen benzine          | 5    | 3      |
| 5    | 7   | Bruce McLaren   | Cooper-Climax  | 98     | +2 Rondes             | 7    | 2      |
| 6    | 14  | Jo Siffert      | Brabham-BRM    | 98     | +2 Rondes             | 10   | 1      |
| 7    | 12  | Jo Bonnier      | Brabham-Climax | 97     | +3 Rondes             | 13   |        |
| 8    | 2   | Denny Hulme     | Brabham-Climax | 92     | +8 Rondes             | 8    |        |
| 9    | 9   | Bob Anderson    | Brabham-Climax | 85     | +15 Rondes            | 9    |        |
| 10   | 10  | Paul Hawkins    | Lotus-Climax   | 79     | Ongeluk               | 14   |        |
| NF   | 1   | Jack Brabham    | Brabham-Climax | 43     | Motor                 | 2    |        |
| NF   | 15  | Richard Attwood | Lotus-BRM      | 43     | Wiel                  | 6    |        |
| NF   | 19  | Ronnie Bucknum  | Honda          | 33     | Versnellingsbak       | 15   |        |
| NF   | 11  | Frank Gardner   | Brabham-BRM    | 29     | Motor                 | 11   |        |
| NF   | 16  | Mike Hailwood   | Lotus-BRM      | 12     | Versnellingsbak       | 12   |        |
| NF   | 20  | Richie Ginther  | Honda          | 0      | Aandrijving           | 17   |        |
| NQ   | 8   | Jochen Rindt    | Cooper-Climax  |        |                       |      |        |

## Statistieken
| Pole-position | Graham Hill | BRM | 1:32.5 |
| Snelste ronde | Graham Hill | BRM | 1:31.7 |

## Noot
- Dit was het debuut van de Nieuw-Zeelandse coureur (en toekomstig wereldkampioen) Denny Hulme.
- Vijfde pole position voor Graham Hill.
- Eerste rondes als raceleider en podiumplaats voor Jackie Stewart.

1929 · 1930 · 1931 · 1932 · 1933 · 1934 · 1935 · 1936 · 1937 · 1948 · 1950 · 1955 · 1956 · 1957 · 1958 · 1959 · 1960 · 1961 · 1962 · 1963 · 1964 · 1965 · 1966 · 1967 · 1968 · 1969 · 1970 · 1971 · 1972 · 1973 · 1974 · 1975 · 1976 · 1977 · 1978 · 1979 · 1980 · 1981 · 1982 · 1983 · 1984 · 1985 · 1986 · 1987 · 1988 · 1989 · 1990 · 1991 · 1992 · 1993 · 1994 · 1995 · 1996 · 1997 · 1998 · 1999 · 2000 · 2001 · 2002 · 2003 · 2004 · 2005 · 2006 · 2007 · 2008 · 2009 · 2010 · 2011 · 2012 · 2013 · 2014 · 2015 · 2016 · 2017 · 2018 · 2019 · 2020 · 2021 · 2022 · 2023 · 2024 · 2025